# Ryan Wheeler
Ryan Gerald Wheeler (né le 10 juillet 1988 à Torrance, Californie, États-Unis) est un joueur de troisième but des Ligues majeures de baseball.
Il est le frère aîné de Jason Wheeler.

## Carrière
Joueur à l'Université Loyola Marymount à Los Angeles, Ryan Wheeler est un choix de cinquième ronde des Diamondbacks de l'Arizona en 2009.
Wheeler fait ses débuts dans le baseball majeur avec Arizona le 20 juillet 2012. À son premier match, il obtient son premier coup sûr dans les grandes ligues, contre le lanceur Rhiner Cruz des Astros de Houston. Il frappe pour ,239 de moyenne au bâton en 50 matchs pour Arizona avec un coup de circuit et 10 points produits. Jouant essentiellement au troisième but, il frappe son premier circuit dans les majeures 18 août 2012 contre le lanceur Chuckie Fick des Astros de Houston.
Le 20 novembre 2012, les Diamondbacks échangent Wheeler aux Rockies du Colorado contre le lanceur gaucher Matt Reynolds. Après avoir joué 59 matchs au total pour Colorado en 2013 et 2014, Wheeler est cédé au ballottage et réclamé par les Angels de Los Angeles le 2 août 2014. Libéré sans avoir joué un match pour les Angels, il est mis sous contrat le 15 mai 2015 par les Twins du Minnesota. Après une saison complète passée dans les mineures, il accepte un contrat des Diamondbacks de l'Arizona le 11 novembre 2015.